# Bolitophila fumida
Bolitophila fumida is een muggensoort uit de familie van de Bolitophilidae. De wetenschappelijke naam van de soort is voor het eerst geldig gepubliceerd in 1941 door Edwards.